# Lauzerville
Lauzerville est une commune française située dans le nord-est du département de la Haute-Garonne, dans la région Occitanie.
Sur le plan historique et culturel, la commune est dans le Lauragais, l'ancien « Pays de Cocagne », lié à la fois à la culture du pastel et à l’abondance des productions, et de « grenier à blé du Languedoc ». Exposée à un climat océanique altéré, elle est drainée par la Marcaissonne, la Saune et par divers autres petits cours d'eau. La commune possède un patrimoine naturel remarquable composé d'une zone naturelle d'intérêt écologique, faunistique et floristique.
Lauzerville est une commune urbaine qui compte 1 606 habitants en 2022, après avoir connu une forte hausse de la population depuis 1975. Elle appartient à l'unité urbaine de Lauzerville et fait partie de l'aire d'attraction de Toulouse. Ses habitants sont appelés les Lauzervillois ou  Lauzervilloises.

## Géographie

### Localisation
La commune de Lauzerville se trouve dans le département de la Haute-Garonne, en région Occitanie.
Elle se situe à 11 km à vol d'oiseau de Toulouse, préfecture du département, et à 4 km d'Escalquens, bureau centralisateur du canton d'Escalquens dont dépend la commune depuis 2015 pour les élections départementales.
La commune fait en outre partie du bassin de vie de Toulouse.
Les communes les plus proches sont : 
Auzielle (1,6 km), Aigrefeuille (2,4 km), Saint-Orens-de-Gameville (2,6 km), Sainte-Foy-d'Aigrefeuille (3,8 km), Odars (4,1 km), Labège (4,1 km), Escalquens (4,2 km), Flourens (4,4 km).
Sur le plan historique et culturel, Lauzerville fait partie du pays toulousain, une ceinture de plaines fertiles entrecoupées de bosquets d'arbres, aux molles collines semées de fermes en briques roses, inéluctablement grignotée par l'urbanisme des banlieues.
Lauzerville est limitrophe de cinq autres communes.
Les communes limitrophes sont  Aigrefeuille, Auzielle, Quint-Fonsegrives, Saint-Orens-de-Gameville et Sainte-Foy-d'Aigrefeuille.
|                          | Quint-Fonsegrives | Aigrefeuille              |
| Saint-Orens-de-Gameville | Lauzerville       | Sainte-Foy-d'Aigrefeuille |
|                          | Auzielle          |                           |

### Géologie et relief
La superficie de la commune est de 346 hectares ; son altitude varie de 149  à   225 mètres.

### Hydrographie

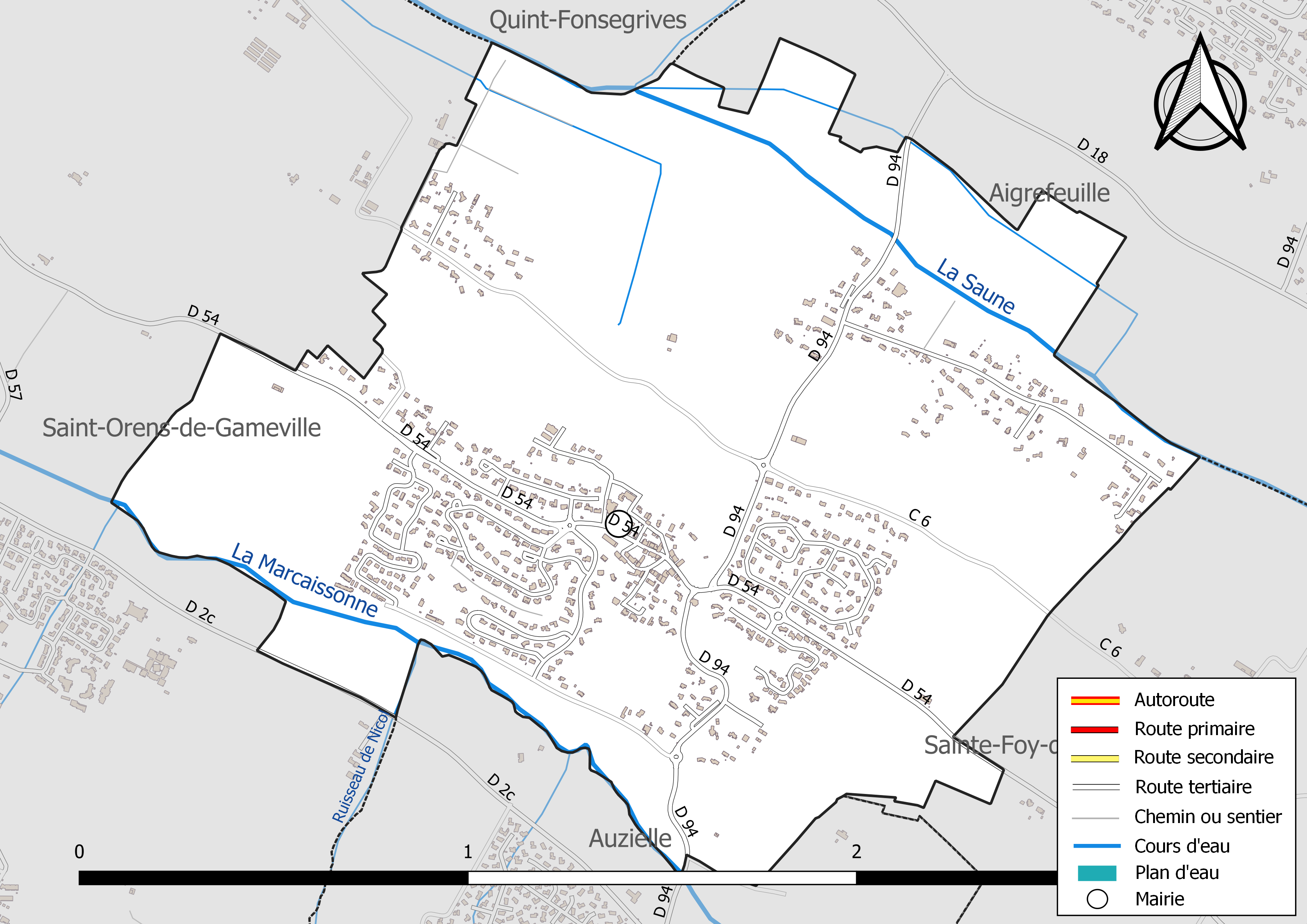
Réseaux hydrographique et routier de Lauzerville.

La commune est dans le bassin de la Garonne, au sein du bassin hydrographique Adour-Garonne. Elle est drainée par la Marcaissonne, la Saune, le ruisseau de Nicol et par divers petits cours d'eau, constituant un réseau hydrographique de 5 km de longueur totale,.
La Marcaissonne, d'une longueur totale de 26,5 km, prend sa source dans la commune de Beauville et s'écoule du sud-est vers le nord-ouest. Elle traverse la commune et se jette dans l'Hers-Mort à Toulouse, après avoir traversé 14 communes.
La Saune, d'une longueur totale de 31,8 km, prend sa source dans la commune de Vaux et s'écoule vers le sud-est. Elle traverse la commune et se jette dans l'Hers-Mort à Toulouse, après avoir traversé 18 communes.

### Climat
Pour des articles plus généraux, voir Climat de l'Occitanie et Climat de la Haute-Garonne.
En 2010, le climat de la commune est de type climat du Bassin du Sud-Ouest, selon une étude s'appuyant sur une série de données couvrant la période 1971-2000. En 2020, Météo-France publie une typologie des climats de la France métropolitaine dans laquelle la commune est exposée à un climat océanique altéré et est dans la région climatique Aquitaine, Gascogne, caractérisée par une pluviométrie abondante au printemps, modérée en automne, un faible ensoleillement au printemps, un été chaud (19,5 °C), des vents faibles, des brouillards fréquents en automne et en hiver et des orages fréquents en été (15 à 20 jours).
Pour la période 1971-2000, la température annuelle moyenne est de 13,2 °C, avec une amplitude thermique annuelle de 15,9 °C. Le cumul annuel moyen de précipitations est de 727 mm, avec 8,9 jours de précipitations en janvier et 5,3 jours en juillet. Pour la période 1991-2020, la température moyenne annuelle observée sur la station météorologique la plus proche, située sur la commune de Ségreville à 16 km à vol d'oiseau, est de 13,4 °C et le cumul annuel moyen de précipitations est de 747,6 mm,. Pour l'avenir, les paramètres climatiques de la commune estimés pour 2050 selon différents scénarios d'émission de gaz à effet de serre sont consultables sur un site dédié publié par Météo-France en novembre 2022.

### Milieux naturels et biodiversité

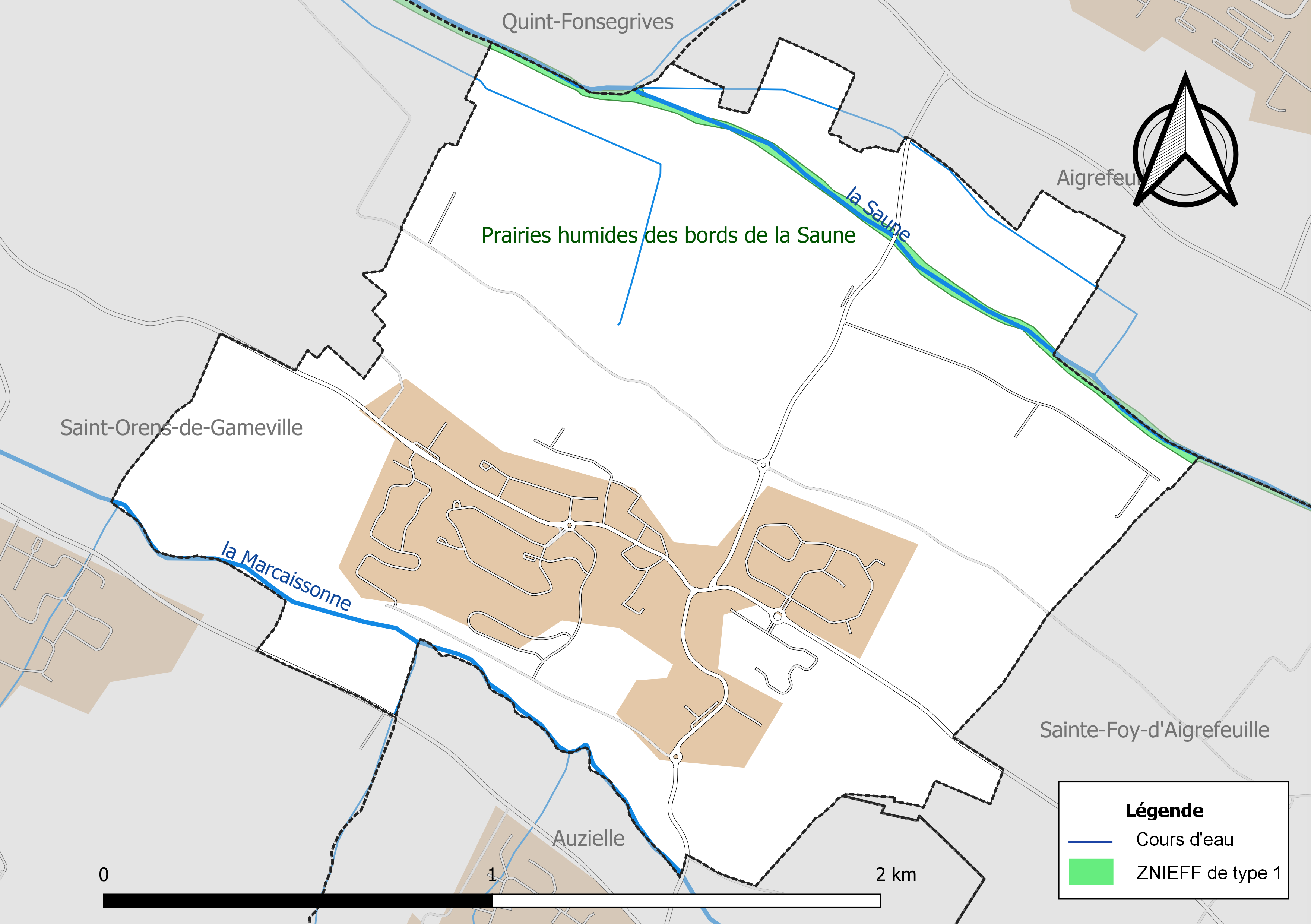
Carte de la ZNIEFF de type 1 localisée sur la commune.

L’inventaire des zones naturelles d'intérêt écologique, faunistique et floristique (ZNIEFF) a pour objectif de réaliser une couverture des zones les plus intéressantes sur le plan écologique, essentiellement dans la perspective d’améliorer la connaissance du patrimoine naturel national et de fournir aux différents décideurs un outil d’aide à la prise en compte de l’environnement dans l’aménagement du territoire.
Une ZNIEFF de type 1 est recensée sur la commune :
les « prairies humides des bords de la Saune » (47 ha), couvrant 5 communes du département.

## Urbanisme

### Typologie
Au 1er janvier 2024, Lauzerville est catégorisée ceinture urbaine, selon la nouvelle grille communale de densité à sept niveaux définie par l'Insee en 2022.
Elle appartient à l'unité urbaine de Lauzerville, une agglomération intra-départementale regroupant deux  communes, dont elle est ville-centre,,. Par ailleurs la commune fait partie de l'aire d'attraction de Toulouse, dont elle est une commune de la couronne,. Cette aire, qui regroupe 527 communes, est catégorisée dans les aires de 700 000 habitants ou plus (hors Paris),.

### Occupation des sols
L'occupation des sols de la commune, telle qu'elle ressort de la base de données européenne d’occupation biophysique des sols Corine Land Cover (CLC), est marquée par l'importance des territoires agricoles (79,4 % en 2018), en diminution par rapport à 1990 (100 %). La répartition détaillée en 2018 est la suivante : 
terres arables (68,4 %), zones urbanisées (20,6 %), zones agricoles hétérogènes (11 %). L'évolution de l’occupation des sols de la commune et de ses infrastructures peut être observée sur les différentes représentations cartographiques du territoire : la carte de Cassini (XVIIIe siècle), la carte d'état-major (1820-1866) et les cartes ou photos aériennes de l'IGN pour la période actuelle (1950 à aujourd'hui).

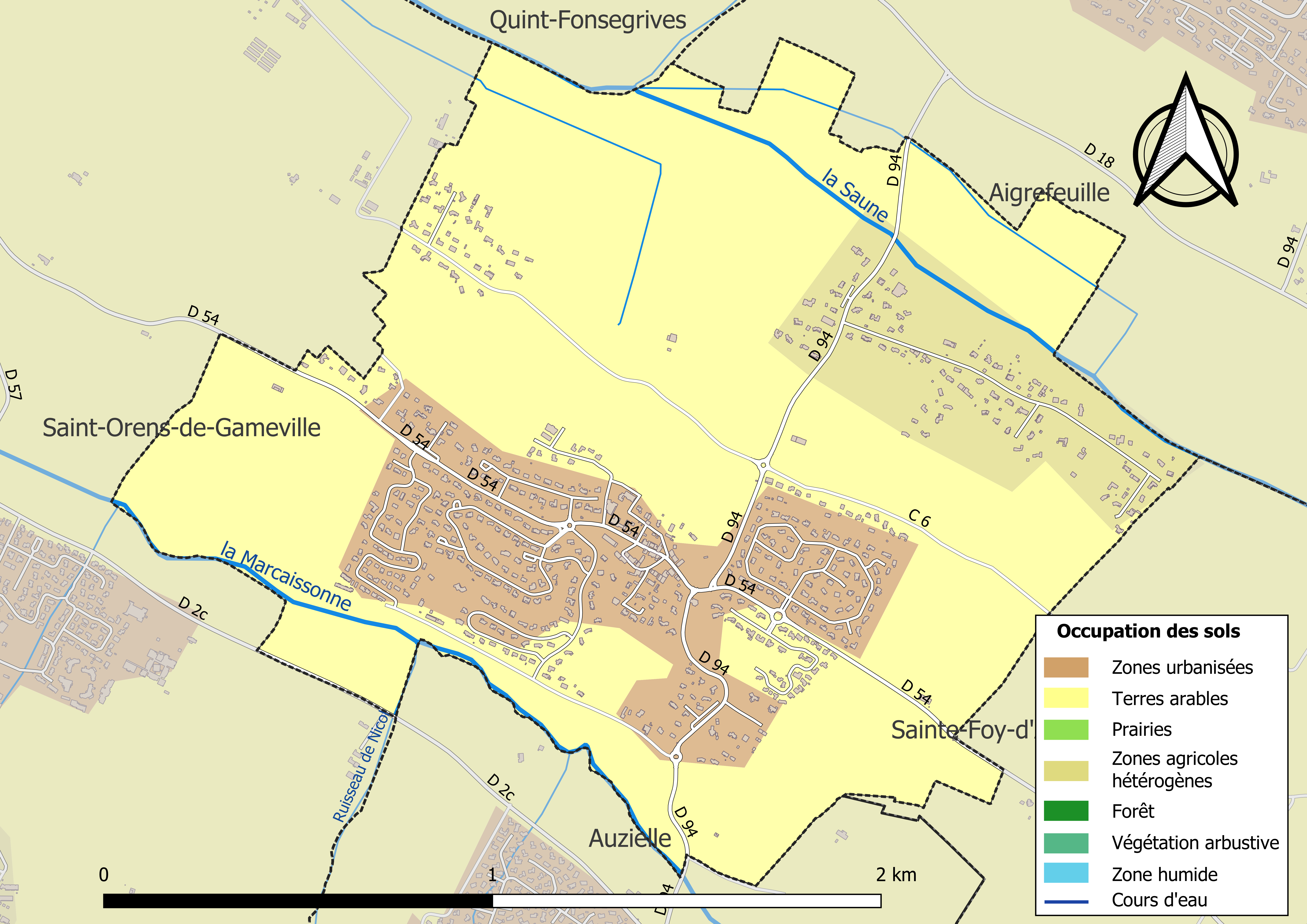
Carte des infrastructures et de l'occupation des sols de la commune en 2018 (CLC).

### Hameaux et lieux-dits
Les coteaux de Marrast, le hameau de Doumenjou, l'impasse du Communal, les Muriers, le hameau des Grèzes, les coteaux de la Tuilerie et la Cigale constituent les lotissements du village.

### Voies de communication et transports
La ligne 201 du réseau Tisséo relie le centre de la commune au quartier Malepère de Toulouse, en correspondance avec la ligne de bus à haut niveau de service Linéo L9 en direction de L’Union en passant par le centre-ville de Toulouse.

### Risques majeurs
Le territoire de la commune de Lauzerville est vulnérable à différents aléas naturels : météorologiques (tempête, orage, neige, grand froid, canicule ou sécheresse), inondations et séisme (sismicité très faible). Un site publié par le BRGM permet d'évaluer simplement et rapidement les risques d'un bien localisé soit par son adresse soit par le numéro de sa parcelle.
Certaines parties du territoire communal sont susceptibles d’être affectées par le risque d’inondation par débordement de cours d'eau, notamment la Saune. La commune a été reconnue en état de catastrophe naturelle au titre des dommages causés par les inondations et coulées de boue survenues en 1982, 1996, 1999, 2000 et 2009,.

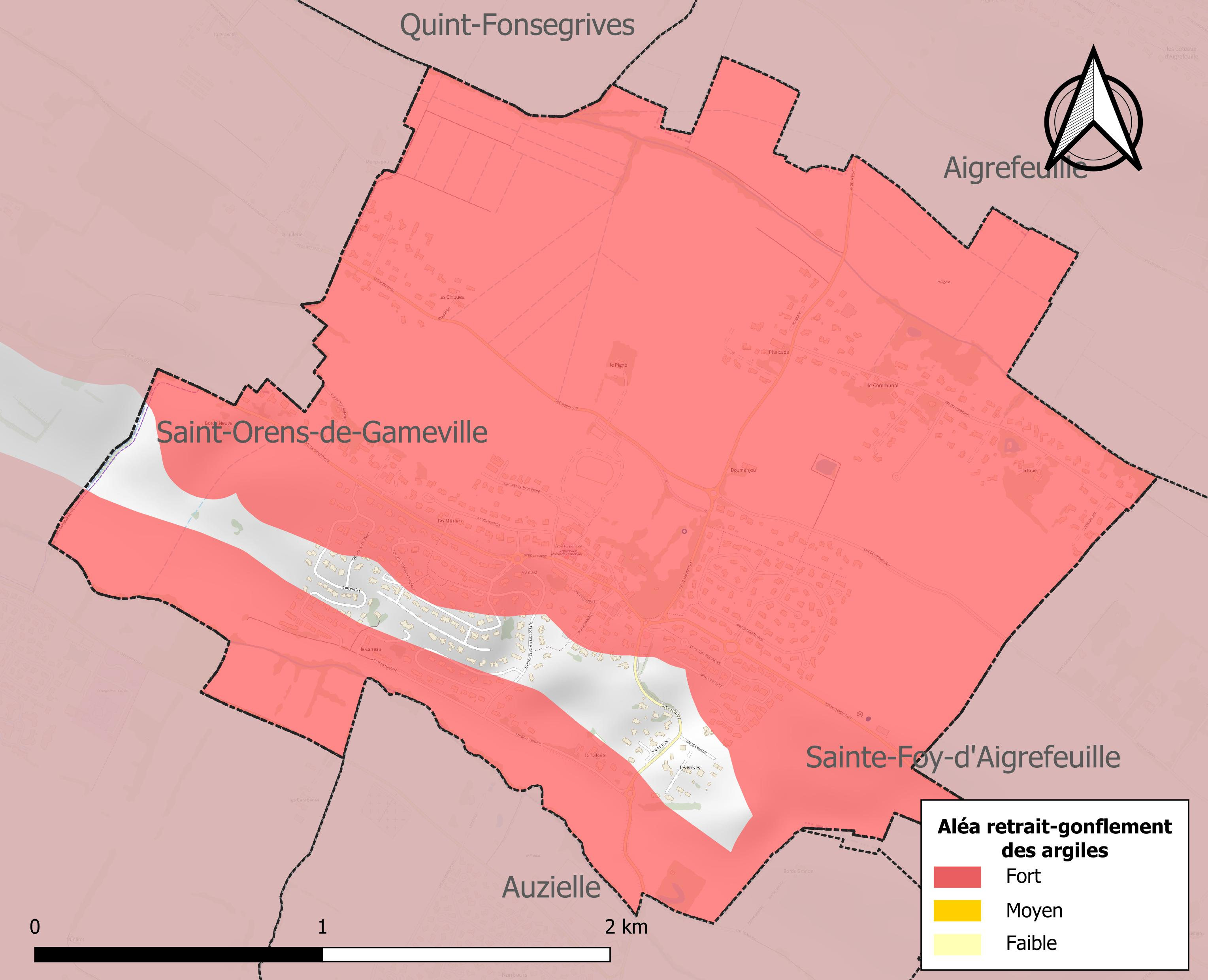
Carte des zones d'aléa retrait-gonflement des sols argileux de Lauzerville.

Le retrait-gonflement des sols argileux est susceptible d'engendrer des dommages importants aux bâtiments en cas d’alternance de périodes de sécheresse et de pluie. 91,6 % de la superficie communale est en aléa moyen ou fort (88,8 % au niveau départemental et 48,5 % au niveau national). Sur les 520 bâtiments dénombrés sur la commune en 2019, 435 sont en aléa moyen ou fort, soit 84 %, à comparer aux 98 % au niveau départemental et 54 % au niveau national. Une cartographie de l'exposition du territoire national au retrait gonflement des sols argileux est disponible sur le site du BRGM,.
Par ailleurs, afin de mieux appréhender le risque d’affaissement de terrain, l'inventaire national des cavités souterraines permet de localiser celles situées sur la commune.
Concernant les mouvements de terrains, la commune a été reconnue en état de catastrophe naturelle au titre des dommages causés par la sécheresse en 2002, 2003 et 2011 et par des mouvements de terrain en 1999.

## Héraldique
| Lauzerville | Son blasonnement est : De gueules à la lettre L capitale d'argent. |

## Politique et administration

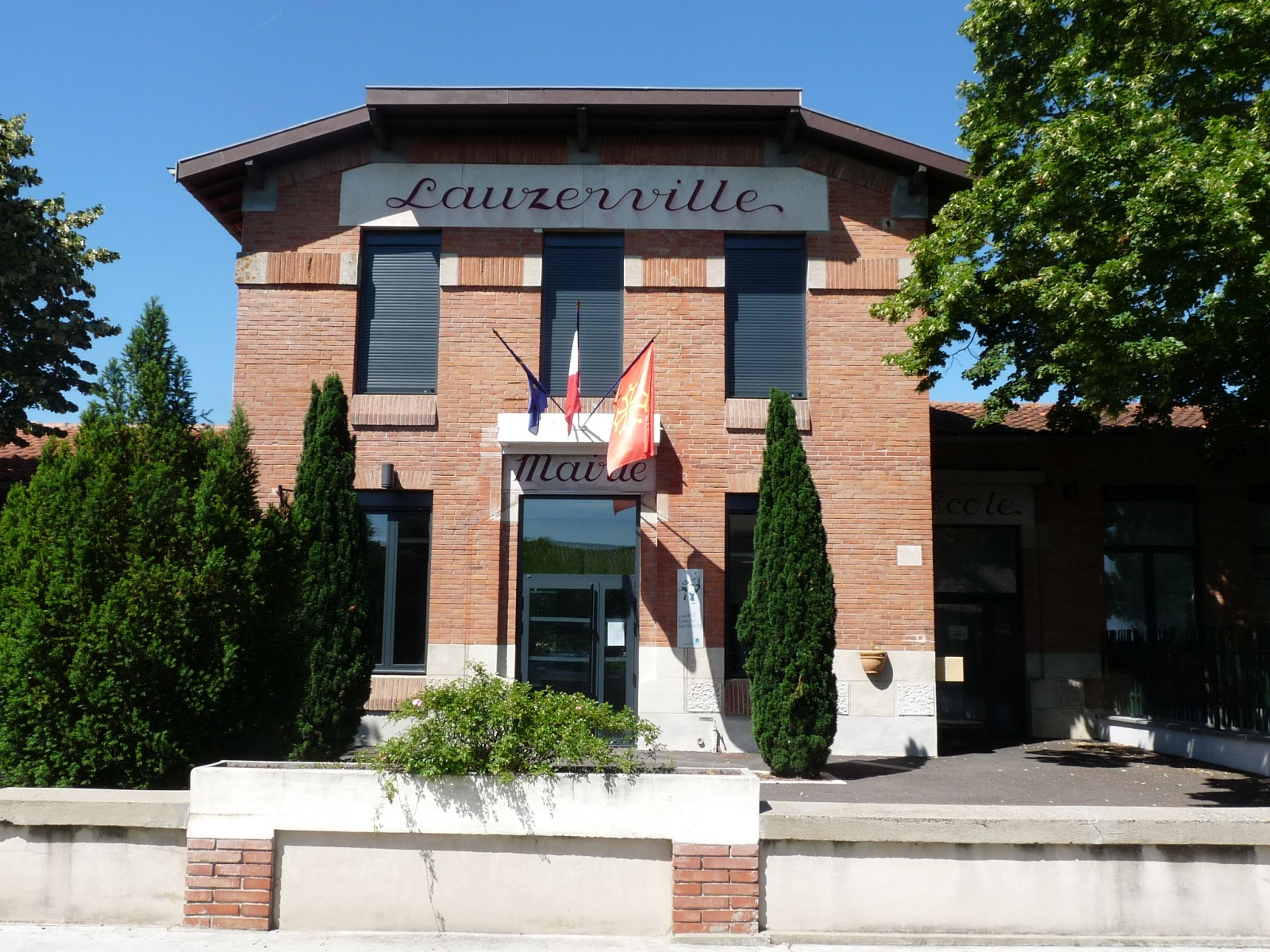
La mairie.

### Administration municipale
Le nombre d'habitants au recensement de 2017 étant compris entre 1 500 habitants et 2 499 habitants, le nombre de membres du conseil municipal pour l'élection de 2020 est de dix-neuf,.

### Rattachements administratifs et électoraux
Commune faisant partie de la dixième circonscription de la Haute-Garonne, du Sicoval et du canton d'Escalquens (avant le redécoupage départemental de 2014, Lauzerville faisait partie de l'ex-canton de Lanta).

### Liste des maires
| Période                                  | Période  | Identité          | Étiquette | Qualité                    |
| ---------------------------------------- | -------- | ----------------- | --------- | -------------------------- |
| Les données manquantes sont à compléter. |          |                   |           |                            |
| 1971                                     | 2008     | Georges Roncé     | PS        |                            |
| 2008                                     | 2020     | Bruno Mogicato    | DVG       | Cadre supérieur            |
| 2020                                     | En cours | Christelle Garcia | DVG       | Ingénieur en environnement |

## Population et société

### Démographie
L'évolution du nombre d'habitants est connue à travers les recensements de la population effectués dans la commune depuis 1793. Pour les communes de moins de 10 000 habitants, une enquête de recensement portant sur toute la population est réalisée tous les cinq ans, les populations de référence des années intermédiaires étant quant à elles estimées par interpolation ou extrapolation. Pour la commune, le premier recensement exhaustif entrant dans le cadre du nouveau dispositif a été réalisé en 2007.

En 2022, la commune comptait 1 606 habitants, en évolution de +2,62 % par rapport à 2016 (Haute-Garonne : +8,02 %, France hors Mayotte : +2,11 %).
| 1793 | 1800 | 1806 | 1821 | 1831 | 1836 | 1841 | 1846 | 1851 |
| ---- | ---- | ---- | ---- | ---- | ---- | ---- | ---- | ---- |
| 166  | 170  | 158  | 187  | 190  | 194  | 190  | 186  | 172  |

| 1856 | 1861 | 1866 | 1872 | 1876 | 1881 | 1886 | 1891 | 1896 |
| ---- | ---- | ---- | ---- | ---- | ---- | ---- | ---- | ---- |
| 170  | 160  | 141  | 146  | 163  | 166  | 151  | 156  | 142  |

| 1901 | 1906 | 1911 | 1921 | 1926 | 1931 | 1936 | 1946 | 1954 |
| ---- | ---- | ---- | ---- | ---- | ---- | ---- | ---- | ---- |
| 129  | 119  | 107  | 106  | 123  | 113  | 117  | 115  | 95   |

| 1962 | 1968 | 1975 | 1982 | 1990 | 1999 | 2006  | 2007  | 2012  |
| ---- | ---- | ---- | ---- | ---- | ---- | ----- | ----- | ----- |
| 113  | 158  | 219  | 285  | 405  | 873  | 1 074 | 1 103 | 1 466 |

| 2017  | 2022  | - | - | - | - | - | - | - |
| ----- | ----- | - | - | - | - | - | - | - |
| 1 588 | 1 606 | - | - | - | - | - | - | - |

| selon la population municipale des années : | 1968 | 1975 | 1982 | 1990 | 1999 | 2006 | 2009 | 2013 |
| Rang de la commune dans le département      | 301  | 257  | 269  | 227  | 157  | 143  | 141  | 125  |
| Nombre de communes du département           | 592  | 582  | 586  | 588  | 588  | 588  | 589  | 589  |

### Revenus de la population et fiscalité
En 2010, le revenu fiscal médian par ménage était de 58 043 €, ce qui plaçait Lauzerville au 2 711e rang parmi les 31 525 communes de plus de 39 ménages en métropole.

### Enseignement
Lauzerville fait partie de l'académie de Toulouse. Elle possède une école primaire.

### Santé
Cabinet de dentiste, centre communal d’action sociale,

### Culture et festivité
Fête locale, garderie, bibliothèque municipale, danse, salle des fêtes,

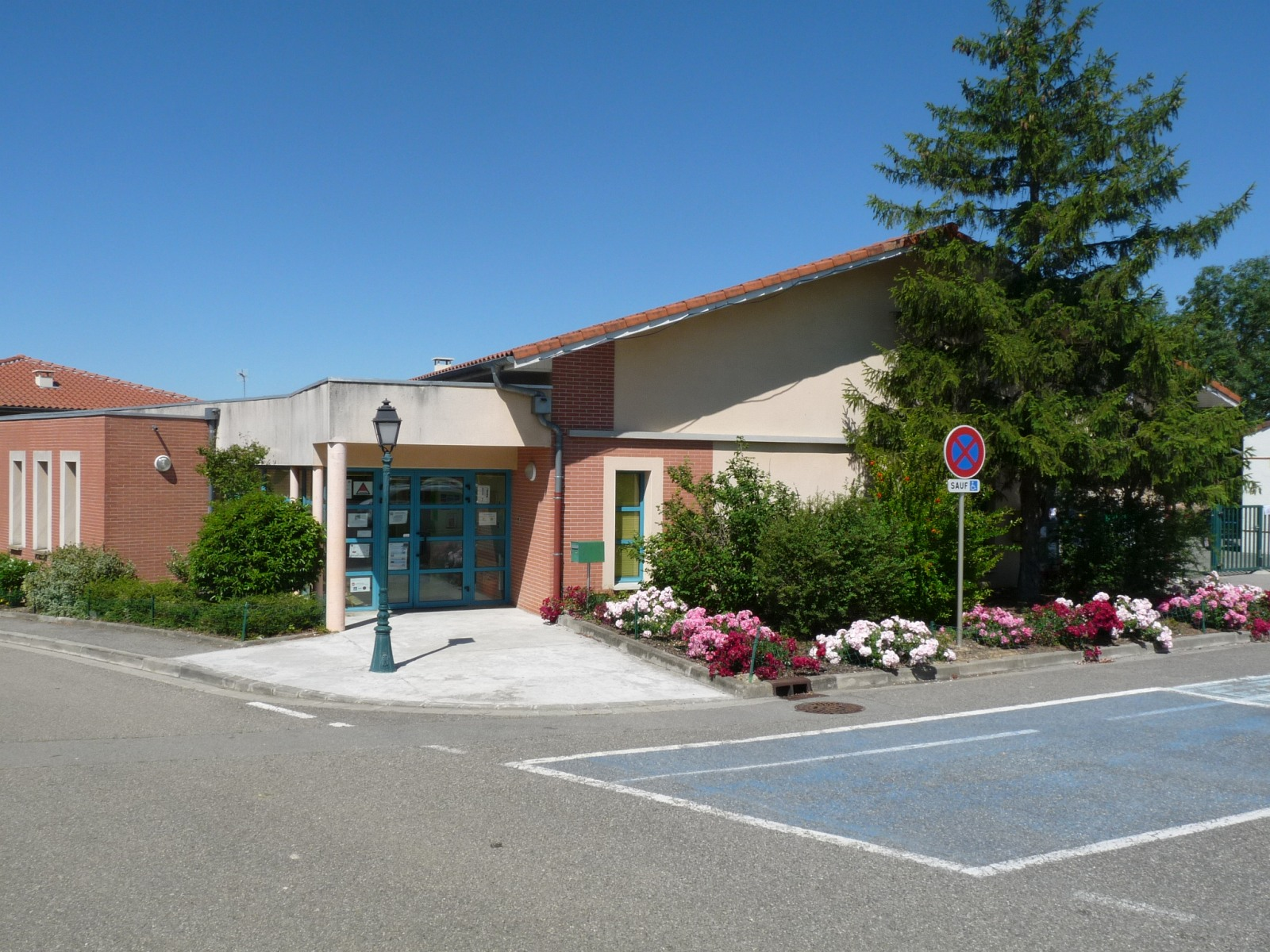
L'école primaire
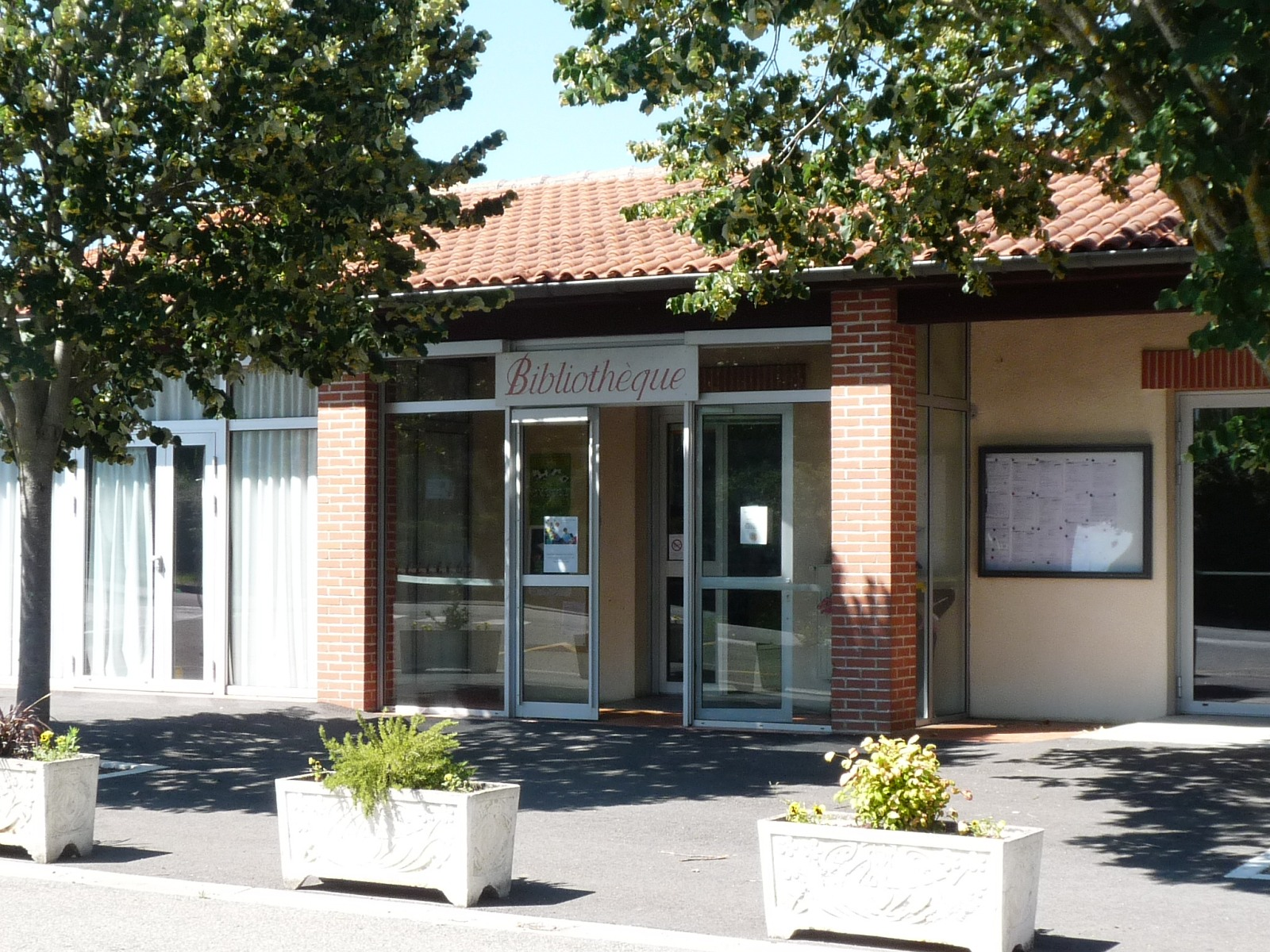
La bibliothèque

### Activités sportives
Il y a du Football (jeunesse Sportive Auzielle Lauzerville). Il y a également un terrain de tennis et des skateparks.
En 2022, un parc d'activités pour enfants et adultes, le Lauzerparc.

### Écologie et recyclage
La collecte et le traitement des déchets des ménages et des déchets assimilés ainsi que la protection et la mise en valeur de l'environnement se font dans le cadre du Sicoval.

## Économie

### Revenus
En 2018  (données Insee publiées en septembre 2021), la commune compte 564 ménages fiscaux, regroupant 1 722 personnes. La médiane du revenu disponible par unité de consommation est de 32 090 € (23 140 € dans le département).

### Emploi
|                | 2008  | 2013  | 2018  |
| -------------- | ----- | ----- | ----- |
| Commune        | 3,6 % | 5,1 % | 5,3 % |
| Département    | 7,7 % | 9,6 % | 9,3 % |
| France entière | 8,3 % | 10 %  | 10 %  |

En 2018, la population âgée de 15 à 64 ans s'élève à 1 111 personnes, parmi lesquelles on compte 77,1 % d'actifs (71,8 % ayant un emploi et 5,3 % de chômeurs) et 22,9 % d'inactifs,. Depuis 2008, le taux de chômage communal (au sens du recensement) des 15-64 ans est inférieur à celui de la France et du département.
La commune fait partie de la couronne de l'aire d'attraction de Toulouse, du fait qu'au moins 15 % des actifs travaillent dans le pôle,. Elle compte 153 emplois en 2018, contre 90 en 2013 et 70 en 2008. Le nombre d'actifs ayant un emploi résidant dans la commune est de 810, soit un indicateur de concentration d'emploi de 18,8 % et un taux d'activité parmi les 15 ans ou plus de 68,1 %.
Sur ces 810 actifs de 15 ans ou plus ayant un emploi, 89 travaillent dans la commune, soit 11 % des habitants. Pour se rendre au travail, 89,2 % des habitants utilisent un véhicule personnel ou de fonction à quatre roues, 3,2 % les transports en commun, 4,3 % s'y rendent en deux-roues, à vélo ou à pied et 3,3 % n'ont pas besoin de transport (travail au domicile).

### Activités hors agriculture

#### Secteurs d'activités
113 établissements sont implantés  à Lauzerville au 31 décembre 2019. Le tableau ci-dessous en détaille le nombre par secteur d'activité et compare les ratios avec ceux du département,.
| Secteur d'activité                                                                                        | Commune | Commune | Département |
| Secteur d'activité                                                                                        | Nombre  | %       | %           |
| --- | ------- | ------- | ----------- |
| Ensemble                                                                                                  | 113     | 100 %   | (100 %)     |
| Industrie manufacturière, industries extractives et autres                                                | 2       | 1,8 %   | (5,7 %)     |
| Construction                                                                                              | 8       | 7,1 %   | (12 %)      |
| Commerce de gros et de détail, transports, hébergement et restauration                                    | 22      | 19,5 %  | (25,9 %)    |
| Information et communication                                                                              | 2       | 1,8 %   | (4,1 %)     |
| Activités financières et d'assurance                                                                      | 9       | 8 %     | (3,8 %)     |
| Activités immobilières                                                                                    | 7       | 6,2 %   | (4,2 %)     |
| Activités spécialisées, scientifiques et techniques et activités de services administratifs et de soutien | 36      | 31,9 %  | (19,8 %)    |
| Administration publique, enseignement, santé humaine et action sociale                                    | 22      | 19,5 %  | (16,6 %)    |
| Autres activités de services                                                                              | 5       | 4,4 %   | (7,9 %)     |

Le secteur des activités spécialisées, scientifiques et techniques et des activités de services administratifs et de soutien est prépondérant sur la commune puisqu'il représente 31,9 % du nombre total d'établissements de la commune (36 sur les 113 entreprises implantées  à Lauzerville), contre 19,8 % au niveau départemental.

#### Entreprises et commerces
Les cinq entreprises ayant leur siège social sur le territoire communal qui génèrent le plus de chiffre d'affaires en 2020 sont : 
- Force One Pharma, commerce de gros (commerce interentreprises) de parfumerie et de produits de beauté (3 225 k€)
- Dajimmo, location de terrains et d'autres biens immobiliers (732 k€)
- Abfinlauz, gestion de fonds (202 k€)
- Jle Services Habitat, conseil pour les affaires et autres conseils de gestion (75 k€)
- Holding W, gestion de fonds (56 k€)

### Agriculture
|               | 1988 | 2000 | 2010 | 2020 |
| ------------- | ---- | ---- | ---- | ---- |
| Exploitations | 9    | 4    | 2    | 2    |
| SAU (ha)      | 391  | 110  | 32   | 34   |

La commune est dans le Lauragais, une petite région agricole occupant le nord-est du département de la Haute-Garonne, dont les coteaux portent des grandes cultures en sec avec une dominante blé dur et tournesol. En 2020, l'orientation technico-économique de l'agriculture  sur la commune est la culture de céréales et/ou d'oléoprotéagineuses. Deux exploitations agricoles ayant leur siège dans la commune sont dénombrées lors du recensement agricole de 2020 (neuf en 1988). La superficie agricole utilisée est de 34 ha,,.

## Culture locale et patrimoine

### Lieux et monuments
- L'église paroissiale Saint-Michel date du XIXe siècle. Elle est en restauration en 2016. L'église possède un groupe sculpté et peint datant du XVIe siècle représentant saintes Anne et Marie. Il a été découvert en 2006 lors de fouilles et a été restauré. Il est classé monument historique au titre objet depuis 2008[42].
- Monument aux morts

### Personnalités liées à la commune
- Familles de La Forcade et de Forcade